# Station Mucharz
Station Mucharz is een spoorwegstation in de Poolse plaats Mucharz.